# 朱士彥
朱士彥（1771年—1838年），字修承，揚州府寶應縣（今屬揚州市）人。清朝政治人物、探花。

## 生平
朱士彥之父朱彬爲清朝著名考據學家。士彥於嘉慶五年（1800年）乡试中舉人，嘉慶七年（1802年）中式壬戌科一甲第三名進士（探花），授翰林院编修。在翰林院的後些日子裡，朱士彥曾是林則徐的上司。曾任工部尚書、吏部尚書、兵部尚書等職。道光十八年（1838年）卒，朝廷降詔稱讚其“性情直爽，办事公正”，追贈太子太保，諡文定。《清史稿》有传。
弟朱士達亦為進士，官至湖北布政使。弟朱士廉也中進士。兄弟三進士，一時在當地傳為美談。

## 著作
纂《河渠志》。有《朱文定公詩集》、《賦頌說》等。

## 延伸阅读
[在维基数据编辑]
 《清史稿·卷375》
 《清史稿·卷374》，出自趙爾巽《清史稿》
 在维基共享资源阅览影像

## 外部連結
- 朱士彥 （页面存档备份，存于）

| 官衔          | 官衔                                                                                | 官衔          |
| ------------- | ----------------------------------------------------------------------------------- | ------------- |
| 前任： 潘世恩 | 吏部漢尚書 道光十三年四月己酉－道光十四年二月丙申 （1833年5月27日－1834年3月10日）  | 繼任： 湯金釗 |
| 前任： 王宗誠 | 兵部漢尚書 道光十七年正月壬辰－道光十八年五月癸丑 （1837年2月18日－1838年7月11日）  | 繼任： 卓秉恬 |
| 前任： 湯金釗 | 吏部漢尚書 道光十八年五月癸丑－道光十八年九月乙丑 （1838年7月11日－1838年11月13日） | 繼任： 湯金釗 |

1. ↑  朱彬. 饒欽農 , 编. . 北京: 中华书局. 1996.09: 林則徐序. ISBN 7-101-01024-5. 林則徐序：則徐昔在詞垣，從長公文定公後。 （页面存档备份，存于）